# Zutto Suki Datta -All My Covers-
Albums de Mika Nakashima
Real
(2013)
Zutto Suki Datta -All My Covers- est le 1er album de reprise de Mika Nakashima. Il est sorti sous le label Sony Music Associated Records le 12 mars 2014 au Japon. Il atteint la 7e place du classement de l'Oricon. Il se vend à 14 667 exemplaires la première semaine, il reste classé 7 semaines pour un total de 25 239 exemplaires vendus.

## Liste des titres
| 1.  | Yasashii Kiss wo Shite (やさしいキスをして) | Dreams Come True |  |
| 2.  | I Love You (Album Ver.)                     | Yutaka Ozaki     |  |
| 3.  | The Rose                                    | Bette Midler     |  |
| 4.  | Seppun (接吻)                               | Original Love    |  |
| 5.  | Missing                                     | Kubota Toshinobu |  |
| 6.  | Amazing Grace (album ver.)                  |                  |  |
| 7.  | You’d Be So Nice To Come Home To            | Helen Merrill    |  |
| 8.  | Fever                                       | Peggy Lee        |  |
| 9.  | Oborozukiyo ~ Inori (朧月夜～祈り)          |                  |  |
| 10. | Koishikute (恋しくて)                       | Begin            |  |
| 11. | My Way                                      | Sex Pistols      |  |
| 12. | What a Wonderful World                      | Louis Armstrong  |  |

| 1. | Mika Nakashima Mobile Presents Christmas Party "Time Trip" |  |